# Eosforita
L'eosforita és un mineral de la classe dels fosfats. Va ser anomenada l'any 1878 per George J. Brush i Edward S. Dana del grec έωσφορος ('éuphonos'), que significa 'portador de l'alba', en al·lusió al color rosa del material original.

## Característiques
L'eosforita és un fosfat de fórmula química Mn²⁺Al(PO₄)(OH)₂(H₂O). Cristal·litza en el sistema ortoròmbic. Es troba típicament en cristalls curts o llargs, prismàtics en [001], que arriben als 20 cm; també en forma planar radial o grups radiants esfèrics, amb terminacions en forma de falca; globular, rarament massiu. La seva duresa a l'escala de Mohs és 5. Forma una sèrie de solució sòlida amb la childrenita.
Segons la classificació de Nickel-Strunz, l'eosforita pertany a «08.DD - Fosfats, etc, només amb cations de mida mitjana, (OH, etc.):RO₄ = 2:1» juntament amb els següents minerals: chenevixita, luetheïta, acrocordita, guanacoïta, aheylita, calcosiderita, faustita, planerita, turquesa, afmita, childrenita i ernstita.

## Formació i jaciments
L'eosforita és un mineral secundari format en algunes pegmatites granítiques amb fosfats. Va ser descoberta a la pedrera Fillow, al comtat de Fairfield (Connecticut, Estats Units).